# Rašip Mali
Rašip Mali je nenaseljeni otočić u hrvatskom dijelu Jadranskog mora.Kraj otočića je dopušteno autonomno ronjenje.Pripada maloj otočnoj skupini zvanoj Kalafati.
Njegova površina iznosi 0,158 km². Dužina obalne crte iznosi 1,89 km.